# Ulsan Mobis Phoebus
Gli Ulsan Hyundai Mobis Phoebus sono una società professionistica di pallacanestro sudcoreana con sede a Ulsan che partecipa alla Korean Basketball League (KBL), la massima divisione del campionato sudcoreano. Fondati a Busan come Busan Kia Enterprise, nel 2001 cambiarono nome in Ulsan Mobis Automons e nel 2004 in Ulsan Mobis Phoebus. 

## Palmarès
- Campionati sudcoreani: 7

1997, 2007, 2010, 2013, 2014, 2015, 2019